# Agostinho André Mendes de Carvalho
Agostinho André Mendes de Carvalho, Pseudonym Uanhenga Xitu, (* 29. August 1924 in Colomboloca, Catete; † 13. Februar 2014 in Luanda) war ein angolanischer Schriftsteller und Diplomat.

## Leben
Sein Schriftstellername ist Uanhenga Xitu (Kimbundu). Agostinho André Mendes de Carvalho erlernte den Beruf des Krankenpflegers. Er engagierte sich für die Unabhängigkeit der Überseeprovinz Angola. Er wurde auf dem Flughafen Luanda von der Polícia Internacional e de Defesa do Estado verhaftet und von einem Militärgericht zu zwölf Jahren Haft verurteilt. Von 1962 bis 1970 war er im Campo do Tarrafal interniert.
Er war Mitglied des Zentralkomitees des Movimento Popular de Libertação de Angola. Vom 14. November 1975 bis 1982 war er Gesundheitsminister (Secretário da Saúde e Assuntos Sociais). Von 1982 bis 1984 war er als Comissário provincial Beauftragter für die Provinz Luanda. Vom 5. Januar 1985 bis 2. Oktober 1990 war er Botschafter seines Landes in Berlin.